# Gorica (obwód Tyrgowiszte)
Gorica (bułg. Горица) – wieś w Bułgarii, w obwodzie Tyrgowiszte, w gminie Popowo. W 2024 roku liczyła 89 mieszkańców.

## Geografia
Wieś Gorica położona jest we wschodniej części równiny Dunaju, w pobliżu północnej granicy  gór Bałkanów, około 36 km na zachód od regionalnego centrum Tyrgowiszte i 13 km na południowy zachód od gminnego centrum Popowa. Na północ od wsi przepływa mała rzeka Czokurdere, prawy dopływ Golamej reki. Gleby na terenie wsi Gorica to szary las, klimat jest umiarkowany kontynentalny, okoliczne lasy są liściaste. Wioska Gorica liczyła 860 mieszkańców w 1934 r. i 938 w 1946 r.